# Luiz Teixeira Martini
Luiz Teixeira Martini (Rio de janeiro, 28 de maio de 1903) foi um militar brasileiro, Almirante da Marinha 
Filho de Marcos Luís Martini e de Alice Teixeira Martini.
Foi chefe do Estado-Maior das Forças Armadas no governo Humberto de Alencar Castelo Branco, de 15 de fevereiro de 1965 a 1 de abril de 1966.